# Леони Сонинг (награда)
Музикалната награда „Леони Сонинг“ (на датски: Léonie Sonning Musikpris) или „Награда Сонинг“ е датско отличие за музикални заслуги.
Присъжда се ежегодно на музикант от Дания или от чужбина. За първи път с тази награда е бил отличен композиторът Игор Стравински през 1959 г. Лауреатите се избират от управителите на Музикална фондация „Леони Сонинг“, основана през 1965 г.
Лауреатите получават диплома на датски език, парично отличие, възлизащо на 300 000 датски крони (40 000 евро; 55 000 щ. долара), както и графика на датската художничка Мая Лиза Енгелхардт (Maja Lisa Engelhardt). Носителите на отличието обикновено изпълняват концерт в Копенхаген и са поканени също да проведат майсторски клас с датски музиканти.
„Наградата Сонинг“ не е пряко свързана с „Приза Сонинг“, която е датска награда, учредена от фондация в памет на втория съпруг на Сонинг – Карл Йохан Сонинг.

## Лауреати
- 1959 – [1] Игор Стравински
- 1965 –  Ленард Бърнстейн
- 1966 –  Биргит Нилсон
- 1967 –  Витолд Лютославски
- 1968 –  Бенджамин Бритън
- 1969 –  Борис Христов
- 1970 –  Серджо Челибидаке
- 1971 –  Артур Рубинщайн
- 1972 –  Йехуди Менухин
- 1973 –  Дмитрий Шостакович
- 1974 –  Андрес Сеговия
- 1975 –  Дитрих Фишер-Дискау
- 1976 –  Могенс Вьолдике
- 1977 –  Оливие Месиен
- 1978 –  Жан-Пиер Рампал
- 1979 –  Джанет Бейкър
- 1980 –  Мари-Клер Ален
- 1981 – [2] Мстислав Ростропович
- 1982 –  Исак Щерн
- 1983 – [3] Рафаел Кубелик
- 1984 –  Майлс Дейвис
- 1985 –  Пиер Булез
- 1986 –  Святослав Рихтер
- 1987 –  Хайнц Холигер
- 1988 –  Петер Шрайер
- 1989 –  Гидон Кремер
- 1990 –  Дьорд Лигети
- 1991 –  Ерик Ериксон
- 1992 –  Джордж Солти
- 1993 –  Николаус Харнонкурт
- 1994 –  Кристиан Цимерман
- 1995 –  Юрий Башмет
- 1996 –  Пер Ньоргард
- 1997 –  Андраш Шиф
- 1998 –  Хилдегард Беренс
- 1999 –  София Губайдулина
- 2000 –  Михала Петри
- 2001 –  Ане-Софи Мутер
- 2002 –  Алфред Брендел
- 2003 –  Дьорд Куртаг
- 2004 –  Кийт Джарет
- 2005 –  Джон Елиът Гардинър
- 2006 –  Йо-Йо Ма
- 2007 –  Ларс Улрик Мортенсен
- 2008 –  Арво Пярт
- 2009 –  Даниел Баренбойм
- 2010 –  Чечилия Бартоли
- 2011 –  Кайя Саариахо
- 2012 –  Жорди Савал
- 2013 –  Саймън Ратъл
- 2014 –  Мартин Фрьост
- 2015 –  Томас Адес
- 2016 –  Херберт Бломстет
- 2017 –  Леонидас Кавакос
- 2018 –  Марис Янсонс
- 2019 –  Ханс Абрахамсен
- 2020 –  Барбара Ханиган
- 2021 –  Чин Ън Сук
- 2022 –  Пиер-Лоран Емар
- 2023 –  Евелин Глени